# 贝弗莉·埃克特
贝弗莉·埃克特（英語：Beverly Eckert，1951年5月29日－2009年2月12日），美国社会活动人士。其丈夫尚恩·鲁尼（Sean Rooney）在九一一事件中不幸丧生后，埃克特倡议组建了九一一委员会并成为“九一一”家庭指导委员会的一员。
2009年2月12日，埃克特搭乘科尔根航空3407号班机前往水牛城途中，因飞机失事遇难，终年五十七岁。